# Smygehamn
Smygehamn er Sveriges sydligst beliggende byområde i Trelleborgs kommune i Skåne län. Byområdet havde 1.174 indbyggere i 2005, og hed frem til 1950 Östratorp.
Lige vest for Smygehamn ligger Sveriges sydligste odde, Smygehuk, og cirka 1½ kilometer vest for Smygehamn ligger Smygehuk Fyr. En mindre havn ligger ved Smygehuk, som i begyndelsen var et kalkbrud. Flere kalkovne ligger bevarede ved havnen og ved Östra Torps Kirke.
Mod øst ad Riksväg 9 ligger hotel- och konferencecentret Smygehus.